# タックスヘイヴン対策税制
タックスヘイヴン対策税制（タックスヘイヴンたいさくぜいせい）とは、タックス・ヘイヴンを利用した課税繰り延べに対抗するための税制である。CFC (Controlled Foreign Company) 税制と呼ばれることもある。

## 概要
居住者又は親会社が、国外のタックス・ヘイヴンにペーパーカンパニーという形で(子)会社を設け、これに各種権利の使用料などを支払ったりすることにより、居住国又は親会社所在国での課税所得を圧縮することが可能となる。
これに対応するため、タックス・ヘイヴンに留保された利益について、居住者又は親会社に配当がされたものとみなして、これを居住者又は親会社の総収入金額に算入する制度が、タックスヘイヴン対策税制である。つまり、本国に本社を設ける企業が、海外の低税率国で実体のない子会社の所得を計上している場合、本国にその所得を合算して課税対象にすることになる。この合算課税の制度により、不当な節税策に対する牽制機能を働かせようとしている。
タックス・ヘイヴンに該当するかどうかの判定については、かつてはブラックリスト方式あるいはホワイトリスト方式が採用されていたが、現在は、実効税率などの形式要件に管理支配地基準など、実質判定を加味して判定するのが主流となっている。
経済協力開発機構（OECD）と20カ国・地域（G20）に加盟する合わせて40カ国余りが、タックス・ヘイヴンを使った企業の過度な節税策を防ぐ税制を全面導入する見通し。日米英などが採用している課税の仕組みを、インドやオランダなどの10カ国以上が導入する方針。

## アメリカの対策税制
米国では、節税は納税者の権利であり、税法の不完全性を利用した租税回避は原則として合法である。ただし、内国歳入庁が定める「濫用的租税回避」基準に該当するときは、脱税とみなし、通常の税務調査ではなく、同庁捜査局が捜査する。代表的な濫用的租税回避は、概要に述べたブラックリストに載る。

## 日本の対策税制
居住国又は親会社所在国において、タックス・ヘイヴン課税後、実際にタックス・ヘイヴンの(子)会社から配当などの送金があった場合には、それへの課税がタックス・ヘイヴン課税との重複課税となることを排除するために、実際配当額を益金不算入とするなどの手立てが講じられている。具体的な規定としては、租税特別措置法第40条の4から同法第40条の6まで及び同法第66条の6から同法第66条の8までが存在する。

### 法運用
アメリカの対策税制で述べたような、条約を漁った租税回避を合法とする原則の例外にあたる制度は存在しない。立法の遅滞を背景として、米国と比較すると日本の裁判で争われるケースは僅少である。ここでは5つのケースを紹介するが、多くの争点において、事実認定により租税回避を無効とする方法がとられている。
- 外国投資会社メリル・リンチが、日本企業に任意組合エンペリオンを結成させ、短期償却可能な映画フィルム・リースに係る減価償却費の早期形状・借入金の支払い利子の計上等による組合員の節税[10]
- 特定現物出資により設立したオランダ子会社の自社株式の第三者割当増資による所得移転[11]
- 不動産の補足金付売買契約[12]
- アルゼの迂回取引[13]
- ペプシコの外国税額控除余裕枠利用[14]